# حمدلة
الحمدَلَه أي قول الحمد لله رب العالمين، هي عبارة عربية يقولها الناطقون باللغة العربية من جميع الأديان، بما في ذلك المسيحية واليهودية، ويُكثِر المسلمون من قولها، كونها وردت في آيات القرآن وأحاديث النبي محمد وذُكِر الكثير من الفضائل والمنازل العالية لأهل الحمد.

## معنى الحمد

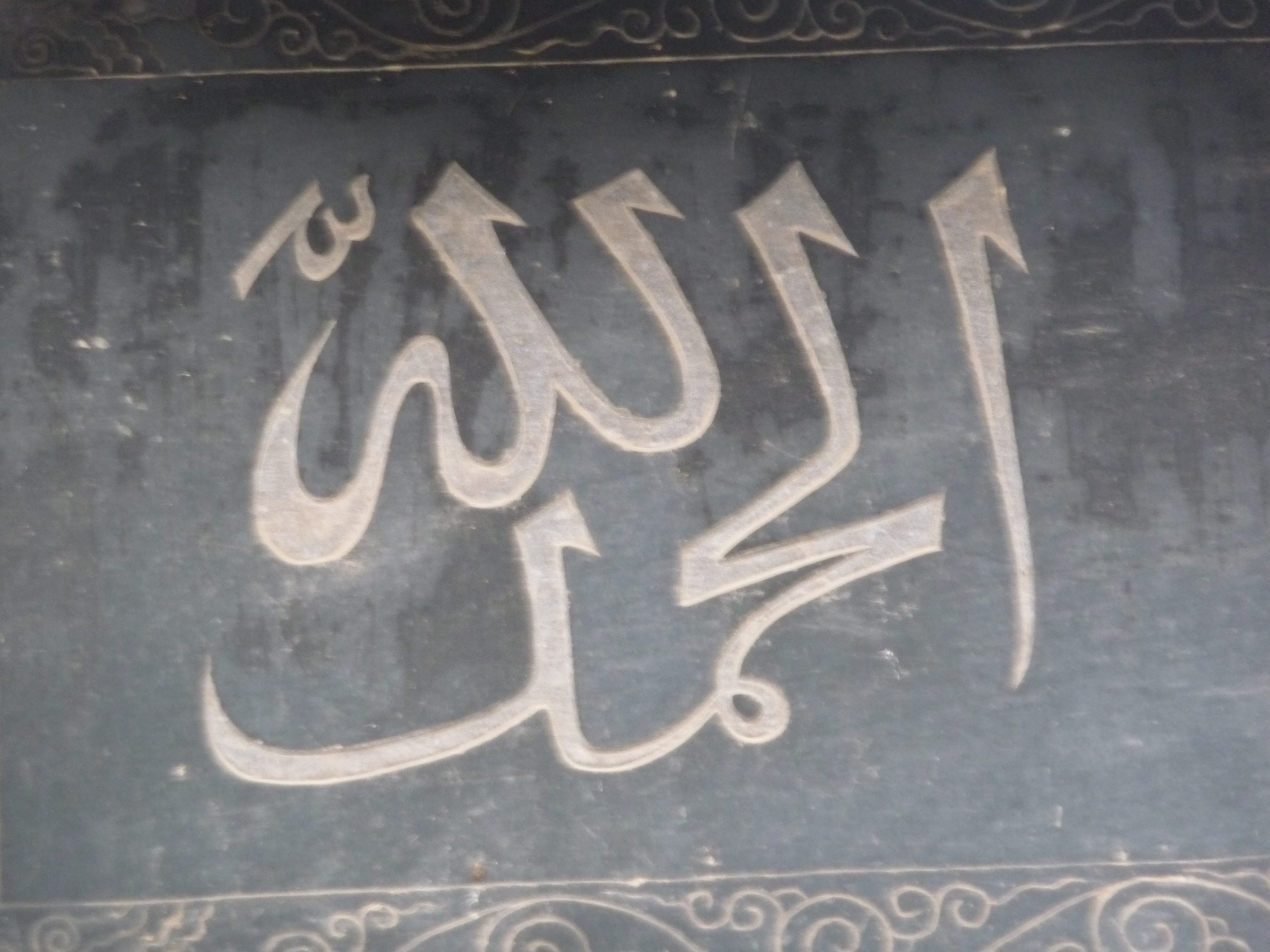
الحمدلة.

الحمد فهو الذكر أو الثناء بالجميل الإختياري باللسان أي ذكر المحاسن دون إحسان، وهو ذكر الله  بصفات الكمال، وقيل هو ذكر المحمود بصفات الكمال بمعنى ذكر صفات الكمال لله وإن لم يبدو سبباً لذلك لأن الله  مستحق لذلك أعطى أو منع فإنك تحمد الله إذا أعطاك ووهبك من نعمه، وتحمد الله إذا أصابتك مصيبة، والحمد يكون على الصفات الذاتية وعلى العطاء، وقيل الحمد هو ذكر أوصاف الجلال والكمال، والله  قد حمد نفسه بنفسه من قبل أن يحمده أحد من خلقه، فهو الحميد لنفسه أزلاً وبحمد عباده له أبداً.

## المدح والحمد والشكر

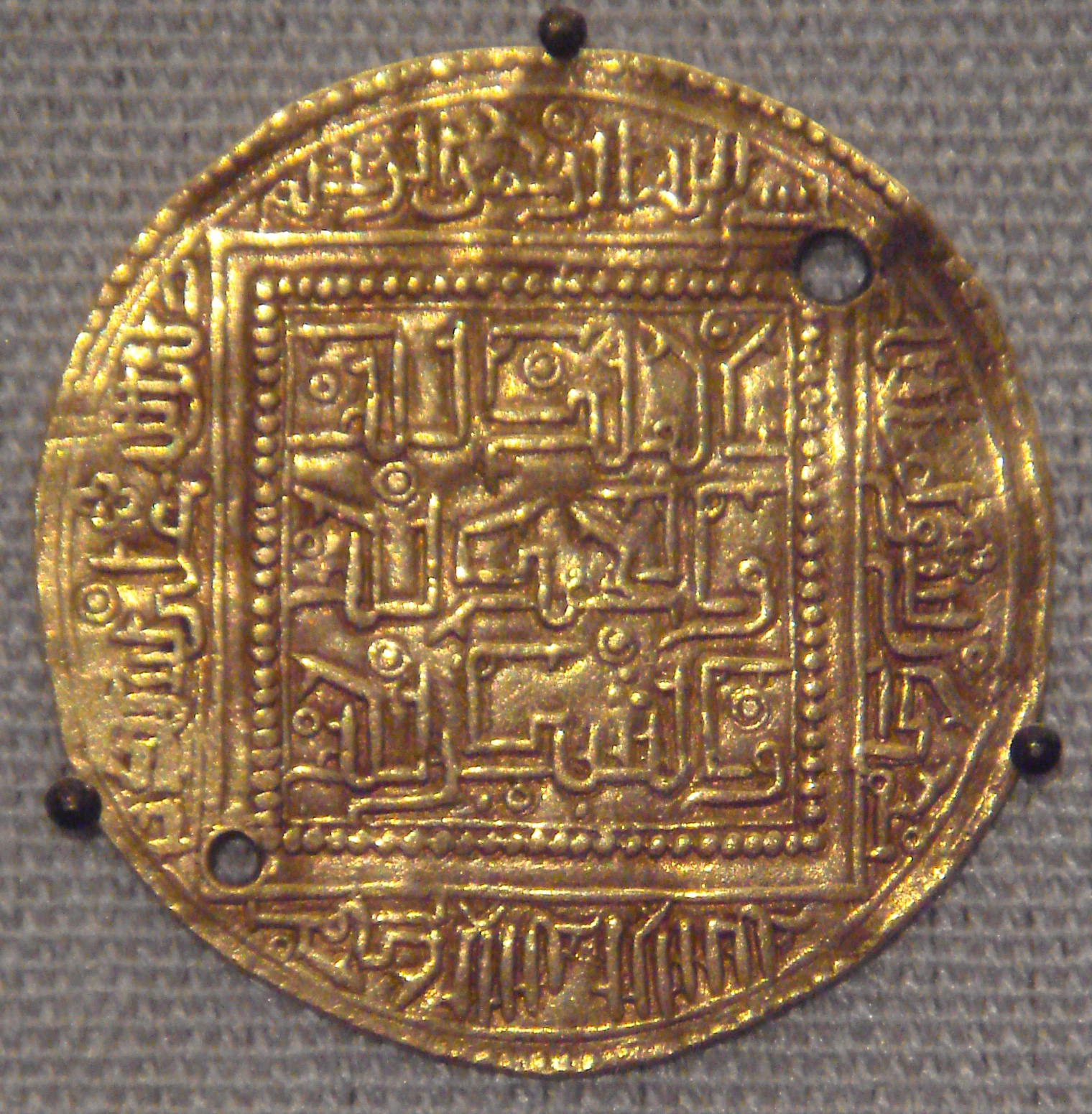
عملة من الدولة الحفصية مضروب عليها بالخط الكوفي «الملك لله والحمد لله والشكر لله»

المدح هو ذكر المحاسن، وهو الثناء بذكر الجميل، والمدح لا يستلزم المحبة، فالمدح هو إخبار مجرد. والمدح والحمد لغةً يشتركان في نفس الحروف ولكن بترتيب مختلف وتبايُن في المعنى، وهذا يسمى في اللغة (إشتقاق أوسط) والمدح أعم من الحمد لأن المدح يكون بذكر الجميل الإختيارى وغير الإختيارى والحمد أخص لأنه يكون بذكر الجميل الإختيارى فقط.
قال الزمخشري: «الحمد والمدح أخوان، وهو الثناء والنداء على الجميل من نعمة وغيرها. تقول: حمدت الرجل على إنعامه، وحمدته على حسبه وشجاعته. وأمّا الشكر فعلى النعمة خاصة وهو بالقلب واللسان والجوارح قال:
أما الشكر فمعناه لغةً: الزيادة والنماء والشكر شرعاً: هو الثناء على المُحسن بما أعطاك وأولاك، وهو الوصف الجميل على جهة التعظيم والتبجيل على النعمة من اللسان والجنان والأركان فالشكر أعم متعلقاً من الحمد: حيث أنه يتعلق باللسان والقلب والجوارح، أما الحمد فإنه أخص متعلقاً حيث كونه بالقلب واللسان فقط.
ومن ناحية أخرى الشكر أخـص سـبباً والحمد أعم: حيث أن الشكر يكون في مقابل الإحسان وفي مقابل النِعم ولا يشكر على الصفات الذاتية، ونقيض الشكر: الكفران، أما الحمد فيكون في مقابل وبلا مقابل ويكون على صفات الله الذاتية وعلى نعمائه فيُقال: الحمد لله فاطر السموات والأرض، ونقيض الحمد: الذم.
يجتمع الحمد والشكر في أنهما يكونا على السراء والضراء حيث أن الضراء نعمة أيضاً حيث أنها أخف وطأةً من الأعظم منها، فكون الله إبتلاه بالأخف فهذه نعمة تستوجب الشكر والحمد.
والحمد هو أحد شعب الشكر، من قول النبي محمد : «الحمد رأس الشكر، ما شكر الله عبد لم يحمده» وإنما جعله رأس الشكر؛ لأنّ ذكر النعمة باللسان والثناء على موليها، أشيع لها وأدلّ على مكانها من الاعتقاد وآداب الجوارح لخفاء عمل القلب، وما في عمل الجوارح من الاحتمال، بخلاف عمل اللسان وهو النطق الذي يفصح عن كلّ خفي ويجلي كل مشتبه.»

## ورودها في الكتاب والسنة

### فيالقرآنالكريم
افتتح الله بالحمد خمس سُوَر من القرآن وذلك بقوله تعالى في:
1. سورة الفاتحة، قوله تعالى: ﴿الْحَمْدُ لِلَّهِ رَبِّ الْعَالَمِينَ ۝٢﴾ [الفاتحة:2] وكانت تسمى الْحَمْدُ لِلَّهِ رَبِّ الْعَالَمِينَ فقد روي عن النبي أنه قال:« أفضل القرآن: الْحَمْدُ لِلَّهِ رَبِّ الْعَالَمِينَ» ووردت أحاديث تثبت أن أول أيات سورة الفاتحة هي ﴿بِسْمِ اللَّهِ الرَّحْمَنِ الرَّحِيمِ ۝١﴾ [الفاتحة:1].[6]
2. سورة الأنعام، قوله تعالى: ﴿الْحَمْدُ لِلَّهِ الَّذِي خَلَقَ السَّمَاوَاتِ وَالْأَرْضَ وَجَعَلَ الظُّلُمَاتِ وَالنُّورَ ثُمَّ الَّذِينَ كَفَرُوا بِرَبِّهِمْ يَعْدِلُونَ ۝١﴾ [الأنعام:1]
3. سورة الكهف، قوله تعالى: ﴿الْحَمْدُ لِلَّهِ الَّذِي أَنْزَلَ عَلَى عَبْدِهِ الْكِتَابَ وَلَمْ يَجْعَلْ لَهُ عِوَجَا ۝١﴾ [الكهف:1]
4. سورة سبأ، قوله تعالى: ﴿الْحَمْدُ لِلَّهِ الَّذِي لَهُ مَا فِي السَّمَاوَاتِ وَمَا فِي الْأَرْضِ وَلَهُ الْحَمْدُ فِي الْآخِرَةِ وَهُوَ الْحَكِيمُ الْخَبِيرُ ۝١﴾ [سبأ:1]
5. سورة فاطر، قوله تعالى: ﴿الْحَمْدُ لِلَّهِ فَاطِرِ السَّمَاوَاتِ وَالْأَرْضِ جَاعِلِ الْمَلَائِكَةِ رُسُلًا أُولِي أَجْنِحَةٍ مَثْنَى وَثُلَاثَ وَرُبَاعَ يَزِيدُ فِي الْخَلْقِ مَا يَشَاءُ إِنَّ اللَّهَ عَلَى كُلِّ شَيْءٍ قَدِيرٌ ۝١﴾ [فاطر:1]

وجاء ذكر الحمد في أواخر ثماني سور في القرآن وذلك بقوله تعالى في:
1. سورة الحجر 98، قوله تعالى:﴿فَسَبِّحْ بِحَمْدِ رَبِّكَ وَكُنْ مِنَ السَّاجِدِينَ ۝٩٨﴾ [الحجر:98]
2. سورة الإسراء 111، قوله تعالى: ﴿وَقُلِ الْحَمْدُ لِلَّهِ الَّذِي لَمْ يَتَّخِذْ وَلَدًا وَلَمْ يَكُنْ لَهُ شَرِيكٌ فِي الْمُلْكِ وَلَمْ يَكُنْ لَهُ وَلِيٌّ مِنَ الذُّلِّ وَكَبِّرْهُ تَكْبِيرًا ۝١١١﴾ [الإسراء:111]
3. سورة النمل 93، قوله تعالى: ﴿وَقُلِ الْحَمْدُ لِلَّهِ سَيُرِيكُمْ آيَاتِهِ فَتَعْرِفُونَهَا وَمَا رَبُّكَ بِغَافِلٍ عَمَّا تَعْمَلُونَ ۝٩٣﴾ [النمل:93]
4. سورة الصافات 180–182، قوله تعالى: ﴿سُبْحَانَ رَبِّكَ رَبِّ الْعِزَّةِ عَمَّا يَصِفُونَ ۝١٨٠ وَسَلَامٌ عَلَى الْمُرْسَلِينَ ۝١٨١ وَالْحَمْدُ لِلَّهِ رَبِّ الْعَالَمِينَ ۝١٨٢﴾ [الصافات:180–182]
5. سورة الزمر 73–75، قوله تعالى: ﴿وَقَالُوا الْحَمْدُ لِلَّهِ الَّذِي صَدَقَنَا وَعْدَهُ وَأَوْرَثَنَا الْأَرْضَ نَتَبَوَّأُ مِنَ الْجَنَّةِ حَيْثُ نَشَاءُ فَنِعْمَ أَجْرُ الْعَامِلِينَ ۝٧٤ وَتَرَى الْمَلَائِكَةَ حَافِّينَ مِنْ حَوْلِ الْعَرْشِ يُسَبِّحُونَ بِحَمْدِ رَبِّهِمْ وَقُضِيَ بَيْنَهُمْ بِالْحَقِّ وَقِيلَ الْحَمْدُ لِلَّهِ رَبِّ الْعَالَمِينَ ۝٧٥﴾ [الزمر:74–75]
6. سورة الجاثية 36–37، قوله تعالى: ﴿فَلِلَّهِ الْحَمْدُ رَبِّ السَّمَاوَاتِ وَرَبِّ الْأَرْضِ رَبِّ الْعَالَمِينَ ۝٣٦﴾ [الجاثية:36]
7. سورة الطور 48–49، قوله تعالى: ﴿وَاصْبِرْ لِحُكْمِ رَبِّكَ فَإِنَّكَ بِأَعْيُنِنَا وَسَبِّحْ بِحَمْدِ رَبِّكَ حِينَ تَقُومُ ۝٤٨ وَمِنَ اللَّيْلِ فَسَبِّحْهُ وَإِدْبَارَ النُّجُومِ ۝٤٩﴾ [الطور:48–49]
8. سورة النصر 3، قوله تعالى: ﴿فَسَبِّحْ بِحَمْدِ رَبِّكَ وَاسْتَغْفِرْهُ إِنَّهُ كَانَ تَوَّابًا ۝٣﴾ [النصر:3]

### ذكرها في السنة النبوية
روي أن رسول اللّه ﷺ قال: 
| حمدلة | الطهور شطر الإيمان، والحمد لله تملأ الميزان، وسبحان الله والحمد لله تملآن (أو تملأ) مابين السماوات والأرض». | حمدلة |

روي أن رسول اللّه ﷺ قال: 
| حمدلة | إن الله ليرضى عن العبد أن يأكل الأكلة فيحمده عليها، أو يشرب الشربة فيحمده عليها». | حمدلة |

روي أن رسول اللّه ﷺ قال: 
| حمدلة | كل أمر ذي بال لا يبدأ بالحمد لله فهو أقطع». | حمدلة |

- يَحكي أبو أُمامَةَ الباهِليُّ أنَّه كان يُحَرِّكُ شَفَتَيْهِ فَرآهُ رسولُ الله محمد فقال له: بأيِّ شيءٍ تحرِّكُ شفَتَيكَ يا أبا أمامةَ؟ فقلتُ: أذكرُ اللهَ يا رسولَ اللهِ، فقال: ألا أُخبرُكَ بأكثرَ وأفضلَ من ذِكرِك باللَّيلِ والنَّهارِ؟ قلتُ: بلى يا رسولَ اللهِ، قال: تقولُ ( سبحان اللهِ عدَدَ ما خلق، سبحان اللهِ مِلْءَ ما خلَق، سبحان اللهِ عدَدَ ما في الأرضِ والسماءِ سبحان اللهِ مِلْءَ ما في الأرضِ والسماءِ، سبحان اللهِ عدَدَ ما أحصى كتابُه، سبحان اللهِ مِلْءَ ما أحصى كتابُه، سبحان اللهِ عددَ كلِّ شيءٍ، سبحانَ اللهِ مِلْءَ كلِّ شيءٍ، الحمدُ للهِ عددَ ما خلق، والحمدُ لله مِلْءَ ما خلَق، والحمدُ لله عدَدَ ما في الأرضِ والسماءِ، والحمدُ لله مِلْءَ ما في الأرضِ والسماءِ، والحمدُ للهِ عدَدَ ما أحصى كتابُه، والحمدُ لله مِلْءَ ما أحصى كتابُه، والحمدُ للهِ عدَدَ كلِّ شيءٍ، والحمدُ للهِ مِلْءَ كلِّ شيءٍ).[10]

روي أن رسول اللّه ﷺ قال: 
| حمدلة | الحمد لله الذي أطعمنا وسقانا وكفانا وآوانا؛ فكم ممن لا كافي له ولا مؤوي]. | حمدلة |

روي أن رسول اللّه ﷺ قال: 
| حمدلة | اللَّهمَّ إنِّي أسألُكَ بأنَّ لَكَ الحمدُ لا إلَهَ إلَّا أنتَ المنَّانُ بديعُ السَّمواتِ والأرضِ يا ذا الجلالِ والإِكرامِ يا حيُّ يا قيُّومُ فقالَ النَّبيُّ صلَّى اللَّهُ عليْهِ وسلَّمَ لقد دعا اللَّهَ باسمِهِ العظيمِ الَّذي إذا دعيَ بِهِ أجابَ وإذا سئلَ بِهِ أعطى. | حمدلة |

- كانَ النبيُّ محمد إذَا قَامَ مِنَ اللَّيْلِ يَتَهَجَّدُ قال:

روي أن رسول اللّه ﷺ قال: 
| حمدلة | اللَّهُمَّ لكَ الحَمْدُ أنْتَ قَيِّمُ السَّمَوَاتِ والأرْضِ ومَن فِيهِنَّ، ولَكَ الحَمْدُ لكَ مُلْكُ السَّمَوَاتِ والأرْضِ ومَن فِيهِنَّ، ولَكَ الحَمْدُ أنْتَ نُورُ السَّمَوَاتِ والأرْضِ ومَن فِيهِنَّ، ولَكَ الحَمْدُ أنْتَ مَلِكُ السَّمَوَاتِ والأرْضِ، ولَكَ الحَمْدُ أنْتَ الحَقُّ ووَعْدُكَ الحَقُّ، ولِقَاؤُكَ حَقٌّ، وقَوْلُكَ حَقٌّ، والجَنَّةُ حَقٌّ، والنَّارُ حَقٌّ، والنَّبِيُّونَ حَقٌّ، ومُحَمَّدٌ صَلَّى اللهُ عليه وسلَّمَ حَقٌّ، والسَّاعَةُ حَقٌّ، اللَّهُمَّ لكَ أسْلَمْتُ، وبِكَ آمَنْتُ، وعَلَيْكَ تَوَكَّلْتُ، وإلَيْكَ أنَبْتُ، وبِكَ خَاصَمْتُ، وإلَيْكَ حَاكَمْتُ، فَاغْفِرْ لي ما قَدَّمْتُ وما أخَّرْتُ، وما أسْرَرْتُ وما أعْلَنْتُ، أنْتَ المُقَدِّمُ، وأَنْتَ المُؤَخِّرُ، لا إلَهَ إلَّا أنْتَ - أوْ: لا إلَهَ غَيْرُكَ - قالَ سُفْيَانُ: وزَادَ عبدُ الكَرِيمِ أبو أُمَيَّةَ: ولَا حَوْلَ ولَا قُوَّةَ إلَّا باللَّهِ، قالَ سُفْيَانُ: قالَ سُلَيْمَانُ بنُ أبِي مُسْلِمٍ: سَمِعَهُ مِن طَاوُسٍ، عَنِ ابْنِ عَبَّاسٍ رَضِيَ اللَّهُ عنْهمَا، عَنِ النبيِّ صَلَّى اللهُ عليه وسلَّمَ. | حمدلة |

- كان الرسول محمد يدعو الدعاء الآتي:

روي أن رسول اللّه ﷺ قال: 
| حمدلة | اللَّهُمَّ لكَ الحَمْدُ مِلْءُ السَّماءِ، ومِلْءُ الأرْضِ، ومِلْءُ ما شِئْتَ مِن شيءٍ بَعْدُ اللَّهُمَّ طَهِّرْنِي بالثَّلْجِ والْبَرَدِ، والْماءِ البارِدِ اللَّهُمَّ طَهِّرْنِي مِنَ الذُّنُوبِ والْخَطايا، كما يُنَقَّى الثَّوْبُ الأبْيَضُ مِنَ الوَسَخِ. في رِوايَةِ مُعاذٍ كما يُنَقَّى الثَّوْبُ الأبْيَضُ مِنَ الدَّرَنِ. وفي رِوايَةِ يَزِيدَ مِنَ الدَّنَسِ. | حمدلة |